# Ready (Alessia Cara)
Ready è un singolo della cantante canadese Alessia Cara, pubblicato nel 2019 ed estratto dall'EP This Summer.

## Tracce
- Download digitale

1. Ready – 2:59

## Formazione
- Alessia Cara – voce
- Jon Levine – basso, chitarra, programmazioni
- Midi Jones – basso, chitarra, programmazioni
- Olivia Aita – cori